# Sowchea Bay Park
Sowchea Bay Park är en park i Kanada.   Den ligger i provinsen British Columbia, i den centrala delen av landet, 3 600 km väster om huvudstaden Ottawa. Sowchea Bay Park ligger 688 meter över havet. Den ligger vid sjön Stuart Lake.
Terrängen runt Sowchea Bay Park är platt åt sydost, men åt nordväst är den kuperad. Trakten runt Sowchea Bay Park är nära nog obefolkad, med mindre än två invånare per kvadratkilometer.. Det finns inga samhällen i närheten. 
I omgivningarna runt Sowchea Bay Park växer i huvudsak barrskog.